# Волчелистник
Волчелистник (Daphniphyllum) — род цветковых растений, выделяемый в самостоятельное семейство Волчелистниковые (Daphniphyllaceae) порядка камнеломкоцветные. Он содержит более 25 видов вечнозеленых деревьев и кустарников, распространенных на юге и юго-востоке Азии. В более ранних классификациях волчелистник относили к семейству Молочайные.
Листья видов волчелистника поедаются гусеницами некоторых бабочек, в том числе вида Ectropis crepuscularia.

## Таксономия
В роде Волчелистник принято выделять следующие виды:
- Daphniphyllum atrobadium Croizat & Metcalf
- Daphniphyllum beddomei Craib
- Daphniphyllum borneense Stapf
- Daphniphyllum buchananiifolium Hallier f.
- Daphniphyllum calycinum Benth.
- Daphniphyllum celebense K.Rosenthal
- Daphniphyllum ceramense (T.C.Huang) T.C.Huang
- Daphniphyllum dichotomum (T.C.Huang) T.C.Huang
- Daphniphyllum divaricatum (T.C.Huang) J.X.Wang
- Daphniphyllum glaucescens Blume
- Daphniphyllum gracile Gage
- Daphniphyllum himalayense (Benth.) Müll.Arg.
- Daphniphyllum lancifolium Hook.f.
- Daphniphyllum laurinum (Benth.) Baill.
- Daphniphyllum luzonense Elmer
- Daphniphyllum macropodum Miq. — Волчелистник крупноножковый
- Daphniphyllum majus Müll.Arg.
- Daphniphyllum neilgherrense (Wight) K.Rosenthal
- Daphniphyllum papuanum Hallier f.
- Daphniphyllum parvifolium Quisumb. & Merr.
- Daphniphyllum paxianum K.Rosenthal
- Daphniphyllum pentandrum Hayata
- Daphniphyllum scortechinii Hook.f.
- Daphniphyllum subverticillatum Merr
- Daphniphyllum sumatraense (T.C.Huang) T.C.Huang
- Daphniphyllum teysmannii Kurz ex Teijsm. & Binn.
- Daphniphyllum timorianum (T.C.Huang) T.C.Huang
- Daphniphyllum woodsonianum T.C.Huang
- Daphniphyllum yunnanense C.C.Huang